# Josef Kinský z Vchynic a Tetova
Josef hrabě Kinský z Vchynic a Tetova (22. února 1731 Praha – 7. února 1804 Vídeň) byl český šlechtic a rakouský vojevůdce. V mládí vynikl statečností v sedmileté válce, poté postupoval v hodnostech, zúčastnil se dalších mezinárodních konfliktů v Evropě a nakonec byl vrchním velitelem v rakouských zemích (1790–1800). V roce 1796 dosáhl hodnosti polního maršála.

## Život
Pocházel z významného šlechtického rodu Kinských, patřil k hraběcí linii sídlící na zámku Chlumec nad Cidlinou. Byl synem českého nejvyššího kancléře Františka Ferdinanda Kinského (1678–1741) a jeho druhé manželky hraběnky Marie Augustiny, rozené Pálffyové.
Do císařské armády vstoupil jako dvacetiletý v roce 1751, vyznamenal se za sedmileté války. V roce 1757 při ústupu pruské armády z Čech byl vážně zraněn v bojích u Zákup a přímo na bojišti byl povýšen do hodnosti hejtmana. Téhož roku v bitvě u Štěrbohol ztratil koně a padl do pruského zajetí. Po propuštění se aktivně zapojil do dalších bojů pod velením generála Laudona, jehož byl později blízkým spolupracovníkem. V roce 1760 dosáhl hodnosti plukovníka a v roce 1762 získal Řád Marie Terezie. Po sedmileté válce byl povýšen postupně na generálmajora (1767) a polního podmaršála (1771). Spolu s Laudonem byl jedním z velitelů ve válce o bavorské dědictví, poté ze zdravotních důvodů pobýval ve Vídni. V roce 1787 doprovázel císaře Josefa II. na cestě do Ruska. Téhož roku byl povýšen na generála jízdy a převzal vrchní velení v Uhrách (1787–1791). Z titulu této funkce měl účast na válce s Osmanskou říší (1788–1789). V roce 1790 byl jmenován velitelem v Dolních Rakousích se sídlem velitelství ve Vídni. V roce 1796 byl povýšen na polního maršála a od té doby byl vrchním velitelem ve všech rakouských zemích. Z této funkce odešel do výslužby v roce 1800, zbytek života strávil ve Vídni. Zemřel svobodný a bez potomstva. Byl též c.k. tajným radou a komořím. Po matce zdědil panství Radim, které v roce 1785 prodal Lichtenštejnům.
Jeho nejstarší nevlastní bratr Leopold Ferdinand (1713–1760) byl nejvyšším lovčím Českého království a dědicem rozsáhlých statků v Čechách a Rakousku (Chlumec nad Cidlinou, Matzen). Mladší bratr František Josef (1739–1805) sloužil také v armádě, dosáhl hodnosti c.k. polního zbrojmistra a jako dlouholetý ředitel vídeňské vojenské akademie patřil k předním strůjcům reforem v rakouské armádě.